# مشار
مشار وادٍ أخضر في مدينة حائل، يقع إلى الجزء الشمالي منها، وهو على بعد أقل من كيلومتر واحد عن الأحياء السكنية الجديدة. يعتبر منتزها ممتازا لغالبية العوائل الحائلية وغالبية ضيوف المنطقة، لكونه قريب من المدينة وتتوافر فيه الخدمات فضلا عن كونه يجمع التضاريس الطبيعية التي تتمتع بها حائل كاملة، فهو إذ يشكل سفحا لمركز سلسلة جبال أجا، يتمتع بعدد وفير من أشجار الطلح الخضراء التي تسقى بالأمطار الموسمية، وتتكون تربته من الحصا الناعم الأرجواني اللون والذي يشع عند هطول الأمطار في منظر بديع.
سُميت المنطقة بمشار وهو جمع مشر وهو المكان الذي ينشر به الاعشاب بعد حشها في الربيعلكي تنشف ثم تجمع في اكياس وتحمل على الجمال ويدخل لها الى حائل. وتعود ملكيته حسب الاختصاص القبلي لفخذ ال جري من عبده من قبيلة شمر العربية . وأصبح الجزء الأكبر من منطقة وادي مشار محمية حكومية تؤجرها البلدية على عدد من التجار وفيها مدينة ألعاب غير فعالة إضافة إلى جلسات ومظلات أعدتها بلدية المنطقة في وسط الوادي لكنها لم تلق الاستحسان فتهدمت، ومن الطرائف أنه تم تأجير جزء من أرض المنتزه الوطني ليكون مقرا لإحدى الجامعات الأهلية بدلا من استثماره في المجال الترفيهي.
مؤخرا أنشئ في الجزء الجنوبي من الوادي منتزه وطني آخر يحمل اسم المغواة وهو ذا تجهيزات حديثة وتقام فيه المحافل و الاستقبالات الرسمية.